# Klaus Weigle
Klaus Weigle (* 1926 in Danzig-Langfuhr; † 4. August 2009) war ein deutscher Journalist und Politiker (KPD). Von 1950 bis 1956 amtierte er als KPD-Landesvorsitzender zunächst in Schleswig-Holstein, dann in Hessen und schließlich bis zum Parteiverbot wieder in Schleswig-Holstein. Aus der damals verbotenen KPD wurde er 1958 wegen „Unzuverlässigkeit“ ausgeschlossen.

## Leben
Weigles Vater, ein freigeistig Liberaler, der seinen Sohn antifaschistisch erzogen hatte, geriet 1945 in sowjetische Kriegsgefangenschaft und galt als verschollen. Seine Mutter floh mit seinen beiden Geschwistern in den letzten Tagen des Zweiten Weltkrieges von Danzig nach Lübeck, wo die drei in einem zugeteilten Zimmer lebten. Dort wurde sie erstmals am 15. Juni 1946 von ihrem Sohn besucht, der aus französischer Kriegsgefangenschaft entwichen war. Er wohnte und lebte zu der Zeit in Salzgitter-Lebenstedt, wo ihm ein ebenfalls aus der Kriegsgefangenschaft geflohener Bekannter trotz fehlenden Entlassungsscheins eine polizeiliche Anmeldung von der Verwaltung der Britischen Besatzungszone organisiert und ihm zudem auch Unterkunft und Arbeit verschafft hatte. In Salzgitter war er als Arbeiter bei der Demontage von Hallen der Reichswerke Hermann Göring tätig. Nachdem er in die Wohnung seiner Mutter umgezogen war, trat er, der vorher nie politisch organisiert gewesen war, am 19. August 1946 in die KPD ein. Ab November 1946 war er für drei Monate in Plön, wo er im Schloss einen dreimonatigen Kurs für Gymnasiasten besuchte, die kurz vor dem Abitur zur Wehrmacht eingezogen worden waren, und erwarb die Hochschulreife. Das Angebot eines Bekannten, ihm danach ein Architektur-Studium zu finanzieren, schlug er aus. Seine Ablehnung und seine Absicht, sich ganz der kommunistischen Parteiarbeit zu widmen, erläuterte er der Mutter in einem Brief: „Wichtiger als die Trümmer auf den Straßen zu räumen und neue Häuser zu bauen, erscheint es mir, die Trümmer in den Köpfen zu beseitigen, damit wir über sie nicht in neue Katastrophen stolpern.“
Nach seiner Rückkehr aus Plön begann seine aktive Parteiarbeit in Lübeck. Ab dem 1. Juni 1947 übernahm er auf Weisung der KPD-Kreisleitung die Leitung der dreiköpfigen Lokalredaktion des Norddeutschen Echo, der Zeitung, die von April 1946 bis August 1956 das Blatt der KPD in Schleswig-Holstein war. In dieser Eigenschaft arbeitete er eng mit der Kreisleitung zusammen und nahm an deren Sitzungen teil. Im Februar 1947 wurde Weigel in die Hauptredaktion der Zeitung nach Kiel berufen. Im selben Haus residierte auch das Sekretariat der KPD-Landesleitung, das zu diesem Zeitpunkt noch der Leitung des KPD-Bezirks Wasserkante (Schleswig-Holstein, Hamburg, Nordwest-Niedersachsen) unterstand. Der Bezirksverband Wasserkante wurde 1948 zugunsten von separaten Landesorganisationen aufgelöst. Die KPD Landesorganisation Schleswig-Holstein konstituierte sich auf einer Delegiertenversammlung in Rendsburg. Auf Geheiß der zentralen Kaderabteilung der KPD besuchte Weigle ab Oktober 1948 eine dreimonatige Schulung an der Wilhelm-Florin-Schule in Heidenoldendorf. Dort erfuhren die Kursteilnehmer von heftigen Auseinandersetzungen in den Parteigliederungen, bei denen es um die Abgrenzung von wirklichen und vermeintlichen Titoisten und (seltener) Trotzkisten ging. Als er von der Schulung nach Kiel zurückkehrte, fand er nach stattgefundenen Säuberungen eine personell völlig veränderte Redaktion des Norddeutschen Echo vor und wurde zum stellvertretenden Chefredakteur gemacht.

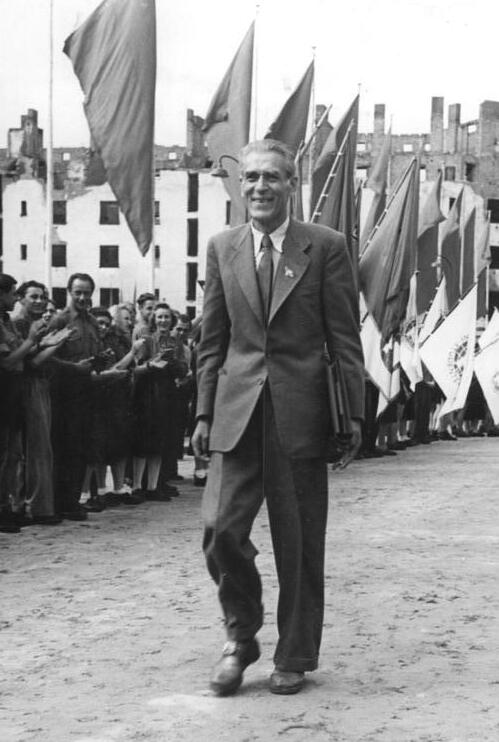
Max Reimann betraute Klaus Weigle 1950 mit der Leitung der KPD in Schleswig-Holstein.

Im März 1950 rief man Weigle von der Redaktionsarbeit weg ins benachbarte Landesbüro. Dort teilte ihm der angereiste Kurt Müller, zu dem Zeitpunkt noch stellvertretender Parteivorsitzender in der Bundesrepublik (wenige Tage später fiel er den Säuberungen zum Opfer), mit, die Partei habe beschlossen, er solle die Leitung der Landesorganisation übernehmen. Einige Tage später hatte Weigle ein Gespräch mit Max Reimann, dem Vorsitzenden der Bundesorganisation, in Frankfurt am Main, der die Aufforderung seines inzwischen amtsenthobenen Stellvertreters wiederholte. Also wurde der 24-Jährige am 14. April 1950 in Kiel von 161 Delegierten zum Landesvorsitzenden gewählt. Nachträglich bekannte er: „Meine steile Karriere hing mit diesen Säuberungen zusammen. Ich und meinesgleichen waren zu jung, um je geschwankt oder irgendwelchen Fraktionen angehört zu haben, wir waren unerfahren und unbelastet von den Schatten, die auf der Parteigeschichte lagen, waren in einem Alter, in dem man sich begeistern läßt und für radikale Losungen und Forderungen empfänglich ist.“
Im Frühjahr 1952 wurde Weigle von der Parteizentrale nach Hessen „versetzt“, wo er die Leitung der Landesorganisation übernahm, weil der gesamte Landesvorstand im Rahmen einer „Selbstreinigungsaktion“ zurückgetreten war. Den Parteivorsitz in Kiel übernahm sein vorheriger Stellvertreter und Organisationssekretär, der Altkommunist Hein Meyn, den Weigle schon aus Lübeck kannte. Dorthin hatte die Bezirksleitung Wasserkante Meyn gleich nach Kriegsende zwecks Parteiaufbau delegiert. Er war für Weigle in dessen ersten KPD-Jahren ein Mentor. Doch bereits im Spätsommer wurde Meyn während eines Krankenhausaufenthaltes von seiner Funktion enthoben. Der Vorwurf an ihn lautete, ohne weitere Präzision, er habe versagt. Nach seiner Genesung wurde Meyn in Bremen als KPD-Instrukteur eingesetzt. Weigle kehrte 1954 nach Schleswig-Holstein zurück, übernahm sogleich wieder die Leitung der Landesorganisation, konnte seinen ehemaligen Mentor rehabilitieren und in die alten Ämter als Stellvertreter und Organisationssekretär zurückholen.
Weigle blieb Landesvorsitzender bis zum Parteiverbot 1956. Danach übernahm er konspirative Aufgaben. 1958 lebte er im Untergrund und war für eine illegale KPD-Landesorganisation tätig. Als er wegen eines schweren Bandscheibenvorfalls ausfiel und seinen Aufgaben nicht nachkommen konnte, bezichtigte ihn die Parteiführung des „Verstoßes gegen die konspirativen Regeln“ sowie der „Unzuverlässigkeit“ und schloss ihn aus der KPD aus. In die 1968 gegründete Deutsche Kommunistische Partei (DKP) trat Weigle, im Gegensatz zu seinem alten Mentor Meyn, nicht ein. Er genoss aber das Vertrauen vieler im Lande und sprach nicht selten am Grab verstorbener Kommunisten. Er arbeitete in den folgenden Jahren als Journalist.